# 1987 ve filmu

## Československé filmy
- Bony a klid (režie: Vít Olmer)
- Kam, pánové, kam jdete? (režie: Karel Kachyňa)
- Discopříběh (režie: Jaroslav Soukup)

## Zahraniční filmy
- Noční můra v Elm Street 3: Bojovníci ze sna (režie: Chuck Russell)
- Policejní akademie 4: Občanská patrola (režie: Jim Drake)
- Hříšný tanec (režie: Emile Ardolino)
- Predátor (režie: John McTiernan)
- Štamgast (režie: Barbet Schroeder)
- Tři muži a nemluvně (režie: Leonard Nimoy)
- Osudová přitažlivost (režie: Adrian Lyne)
- Policajt v Beverly Hills II (režie: Tony Scott)
- Dobré ráno, Vietname (režie: Barry Levinson)
- Pod vlivem úplňku (režie: Norman Jewison)
- Neúplatní (režie: Brian De Palma)
- Tajemství mého úspěchu (režie: Herbert Ross)
- Policejní dohled (režie: John Badham)
- Smrtonosná zbraň (režie: Richard Donner)
- Čarodějky z Eastwicku (režie: George Miller)
- Maurice (režie: James Ivory)
- Robocop (režie: Paul Verhoeven)